# ロスト・アヤ・ソフィア
『Lost・Aya・Sophia』（ロスト・アヤ・ソフィア）は、2004年5月27日にアイディアファクトリーから発売されたPlayStation 2用ソフト。

## 概要
『ステディ×スタディ』に続くアイエフメイトの第2作。魔性を秘めた少年と、彼を取り巻く人々の思惑を描く。
前作にはなかったCG鑑賞モードが用意されているが、ゲーム起動時に自動的にシステムデータを読み込む機能がないため、鑑賞する際には手動操作でクリアデータをロードする必要がある。

## ゲームシステム
心理テストを応用したPCS（パーソナルキャラクターシステム）を搭載。ヒロインとの親密度とは別に、主人公には心の闇の深さを表すDP（ダークポイント）が設定されており、ゲーム中の選択によって上下する。DPの高さに応じて、各シナリオの結末が分岐する。

## ストーリー
小熊裕司は、春先から同じ夢を繰り返し見るようになっていた。それは、自分ではない誰かが炎の中をさまよう夢だった。
ある日のこと、裕司は街中で見知らぬ少女に「あなたの魂は悪魔に魅入られている」と告げられる。そして後日彼は、学園に転校生としてやってきたその少女、マリーと再会した。学園とその周辺に散らばる悪魔の封印を探しにきたというマリーに付き合ううち、裕司の中で不思議な力が目覚め始める……。

## 登場人物

### メインキャラクター
小熊 裕司（おぐま ゆうじ）
17歳。8月22日生まれ。身長175cm。血液型A型。3年C組（一般クラス）。
主人公の少年。男子寮在住の高校3年生。団体行動が苦手で、よく校舎の屋上で昼寝している。趣味は時代劇。
マリエッタ・カルディナーレ（マリー）
声 : 白石涼子
17歳。2月14日生まれ。身長158cm。血液型AB型。3年A組（神学クラス）。
100年前に行われた悪魔の封印を調査するため、転入生として学園にやってきた少女。明るく前向きで、人を疑わない性格。ふとしたことから裕司に協力を求めるが、やがて彼の苦悩を知り、力になろうとする。
ソニア・ロッシ
声 : 水樹奈々
11月30日生まれ。身長147cm。血液型B型。3年C組（一般クラス）。
もう1人の転入生で、裕司の同級生になる。感情を表さず、無口で誰とも親しく交わろうとしないが、裕司のことを探していた人物だと言い、「マスター」と呼ぶ。
藤崎 真帆（ふじさき まほ）
声 : 高橋あみか
15歳。11月3日生まれ。身長157cm。血液型A型。1年B組（一般クラス）。
裕司の幼馴染。彼を「お兄ちゃん」と呼んで、べたべたと甘える。天然で無邪気。
梶原 吉乃（かじわら よしの）
声 : 大内さと美
17歳。10月18日生まれ。身長167cm。血液型O型。3年C組（一般クラス）。
裕司のクラスの委員長で、学園理事長の娘。成績優秀で、礼儀正しい。趣味は読書。控えめな性格だが、裕司に対しては何かと話し掛けようとする。
ニナ・カルディナーレ
声 : 生天目仁美
22歳。1月4日生まれ。身長175cm。血液型AB型。
マリーの姉であり、同じ使命を帯びたシスター。学園の英語教師として赴任してきた。裕司にさまざまな助言をしつつも、謎の肝心の部分は秘密にしている。

### サブキャラクター
三浦 慎之輔（みうら しんのすけ）
17歳。9月16日生まれ。身長178cm。血液型B型。3年C組（一般クラス）。
裕司の親友。クラスのムードメーカー的存在。お調子者で女の子に目がないのだが、もうひとつ裏の顔を持っている。
唐沢 隆（からさわ たかし）
オカルト研究会会長。3年E組。裕司が自分をいじめから救ってくれたと思い込んで、彼にまとわりつく。普段はおどおどしているが、知識をひけらかす時は饒舌になる。
ロレンツォ・アルティエリ
ローマ・カトリックの超常現象を管轄する組織「767室」室長。マリーとニナの上司に当たる。今回の封印調査の責任者。
梶原 喜一郎（かじわら きいちろう）
聖清学園の理事長で、明治時代から続く地元の名士。娘の吉乃に厳しい態度を取る。

## スタッフ
- 企画・プロデュース : 樋口誠（デザインファクトリー）
- 製作プロデュース : 中嶋裕之（デザインファクトリー）
- ゲームディレクター : 藤澤経清
- 脚本 : 藤澤経清、林ふみと
- キャラクターデザイン : 佐倉たくと（女性キャラ）、カズキヨネ（男性キャラ）
- サウンド : 吉川健一
- オープニングテーマ : パノラマ-Panorama-
  - 作曲 : 本間昭光、編曲 : 本間昭光・大平勉 / 作詞・歌 : 水樹奈々
- エンディングテーマ : 永遠の先まで
  - 作詞 : 横山武、作曲 : 樫原伸彦 / 歌 : 白石涼子

## 関連商品
- 書籍
  - ロスト・アヤ・ソフィア 公式設定&攻略ガイド（NTT出版）ISBN 4-7571-8158-2
- CD
  - ロスト・アヤ・ソフィア サウンドトラック（キングレコード）